# 강원매거진 7
《강원매거진 7》은 G1 TV에서 매주 금요일 오후 6시 50분에 방송 중인 강원 지역 저녁 교양 정보 프로그램이다.

## MC
- 곽동휘 MC (여) - 전 KBS창원방송총국 아나운서, 현 롯데홈쇼핑 쇼호스트
- 유한솔 아나운서 (남) - 현 MBN 아나운서
- 손민정 아나운서 (여) - 2020년 12월 4일부로 퇴사
- 김옥영 아나운서 (여)
- 서효원 아나운서 (여)
- 김우진, 오서윤 아나운서
- 김수민 아나운서
- 강민주 아나운서

## 경쟁 프로그램
- 강원도가 좋다 (KBS 춘천 1TV)
- 강원 365 (MBC 강원영동 TV, 원주MBC TV, 춘천MBC TV)